# Karl Vogt
Karl Vogt, Carl Vogt (ur. 5 lipca 1817 w Gießen, zm. 5 maja 1895 w Plainpalais) – szwajcarski zoolog pochodzenia niemieckiego, wolnomularz.

## Życiorys
Zwolennik teorii ewolucji Charlesa Darwina. Popularyzator nauk biologicznych. Był profesorem uniwersytetu w Gießen, a następnie uniwersytetu w Genewie.
Jest on autorem wielu ważnych prac z dziedziny zoologii, geologii oraz fizjologii. Przez całe życie Vogt był zaangażowany w działalność polityczną. W latach 1848–1849 zasiadał w Parlamencie frankfurckim. Karol Marks napisał pracę Herr Vogt (1860), będącą polemiką z poglądami Vogta.